# Kasarmi-Valkea
Kasarmi-Valkea är en sjö i kommunen Lieksa i landskapet Norra Karelen i Finland. Den är 15,9 meter djup. Arean är 39 hektar och strandlinjen är 5,18 kilometer lång. Sjön  ingår i Vuoksens huvudavrinningsområde.   Den ligger omkring 67 kilometer nordöst om Joensuu och omkring 440 kilometer nordöst om Helsingfors. 